# Michel Lebel
Pour les personnes ayant le même patronyme, voir Lebel.
Michel Lebel, né le 29 août 1944 en Roumanie, est un bridgeur français.
La Majeure cinquième a été popularisée en France par ses ouvrages en collaboration avec Pierre Jaïs. En 1971, associé à ce dernier, il devint champion de France par équipes face à l'équipe emmenée par l'acteur Omar Sharif ; c'est le point de départ de leur association littéraire.
Michel Lebel a tenu la chronique de bridge de Jeux et Stratégie, ainsi que dans plusieurs magazines généralistes dont Le Point. Il a commencé à vivre de ses écrits consacrés au bridge à l'âge de 25 ans ; au milieu des années 80 il vendait 60 000 livres par an.
En 2023, il remporte pour la seizième fois la plus prestigieuse des compétitions françaises: la division nationale I par équipes. Recordman de l'épreuve, il devance au palmarès l'autre légende du bridge français Paul Chemla et ses dix titres.

## Palmarès
- Grand Maître mondial ;
- Olympiades mondiales par équipes en 1980 (Valkenburg) ;
- Champion du monde Rosenblum en 1982 (Biarritz) ;
- Champion d'Europe par équipes en 1974 (Herzliya) et 1983 (Wiesbaden) ;
- Champion d'Europe par paire en 1976 avec Paul Chemla;
- Champion par équipes du MEC en 1973 (Aja[Où ?]) ;
- Champion d'Europe par équipes senior en 2018 (Ostende);
- 1er titre de Champion de France en 1969... le dernier en 2023;
- 1er français au classement national en 1975 ;
- Vingt-deux fois Champion de France (incluant 16 titres personnels, 1 titre par paires mixtes (1969), et 5 titres par clubs), et membre de chaque équipe de France ;
- Vice-champion d'Europe par équipes en 1973 (Ostende) et 1995 (Vilamoura) ;
- Vice-champion d'Europe par paires en 1987;
- 3e des championnats du monde par équipes (Coupe des Bermudes) en 1975 (Bermudes), 1983 (Stockholm) et 1995 (Pékin) ;
- 3e du championnat mondial Rosenblum en 1978 (La Nouvelle-Orléans) ;
- 3e des championnats d'Europe par équipes en 1979 (Lausanne) et 1985 (Salsomaggiore).

## Œuvre
Quatorze livres avec Pierre Jaïs, et une quarantaine d'autres ensuite, dont :
- Tout le monde peut jouer au bridge (1979)
- La Nouvelle Majeure cinquième Jaïs-Lebel : Le Bridge standard français (1982)
- Le Mémento : Bridge Jaïs-Lebel (1984)
- La B.D. du bridge (1986)
- Le Bridge, goulasch (1989)
- Le Bridge pratique (1990)
- Le Jeu de la carte contre le déclarant (1991)
- Fiches d'enchères du bridge de compétition (1991)
- Le Mémento du bridge (1994)
- L'Ouvreur après une intervention (1999)
- Le Petit Lebel du bridge (1999)
- Les Conventions de Chelem (2000)
- En finir avec le cholestérol et les kilos en trop sans médicament (2001, 50 000 exemplaires)
- Le Nouveau Mémento : Bridge standard français (2002)
- Mémento du jeu de la couleur au bridge (2003)
- Bridge Lebel Basic : Bien jouer au bridge sans se fatiguer (2007)
- Bridgez en une heure (2009)
- La Majeure 5e compact : Nouvelle génération (2011)...